# 新處縣
新處縣，中国古县名。
汉县名，属中山国，曾为刘嘉和陈俊的封邑，东汉废。其故城位置有两种说法：
- 望都县固店镇古城镇村[3]。
- 定州市大辛庄镇[4]。